# Askeran
Askeran (Azerbeidzjaans: Əsgəran; Armeens: Ասկերան of ook wel Mayraberd) is een plaats met 2300 inwoners (2015) in het district Chodzjali van Azerbeidzjan. Vóór het Azerbeidzjaanse offensief van 2023 lag het de facto in de Republiek Nagorno-Karabach en was Askeran het bestuurlijke centrum van diens gewest met dezelfde naam. Askeran is gelegen op een hoogte van ruim 500 meter boven zeeniveau op de linkeroever van de rivier de Karkar (Qarqarçay), ongeveer 15 kilometer ten noordoosten van Stepanakert.

## Geschiedenis
In de 18e eeuw werd door Panah Ali Khan, heerser van het Kanaat Karabach de Askeran-vesting gebouwd, die nog aanwezig is. De vesting ligt aan de zuidkant van Askeran, aan de westoever van de Karkar. Het bolwerk werd gebouwd ter verdediging van Sjoesja, de voormalige hoofdstad van Nagorno-Karabach. Tijdens de Russisch-Perzische Oorlog (1804-1813) is het veel gebruikt. De vesting werd in 2002 gerenoveerd. Ook de Armeense kerk is begin 21e eeuw gerenoveerd.
Aan het begin van de 19e eeuw kwam de plaats net als de rest van Transkaukasië onder het Keizerrijk Rusland. In de tijd van de Sovjet-Unie hoorde het bij de Nagorno-Karabachse Autonome Oblast.
De werkzame bevolking houdt zich vooral bezig met land- en tuinbouw, wijnbouw en veeteelt. Er is een frisdrankenfabriek.

## Afbeeldingen

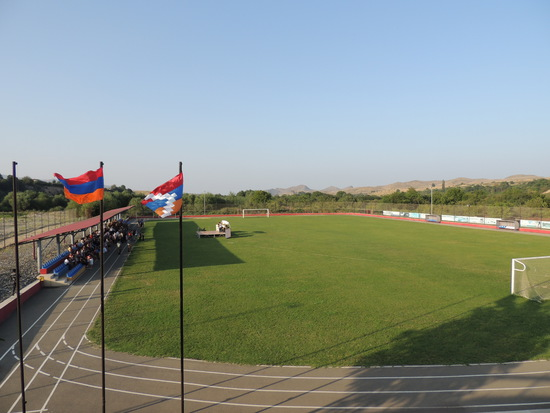
Sportveld
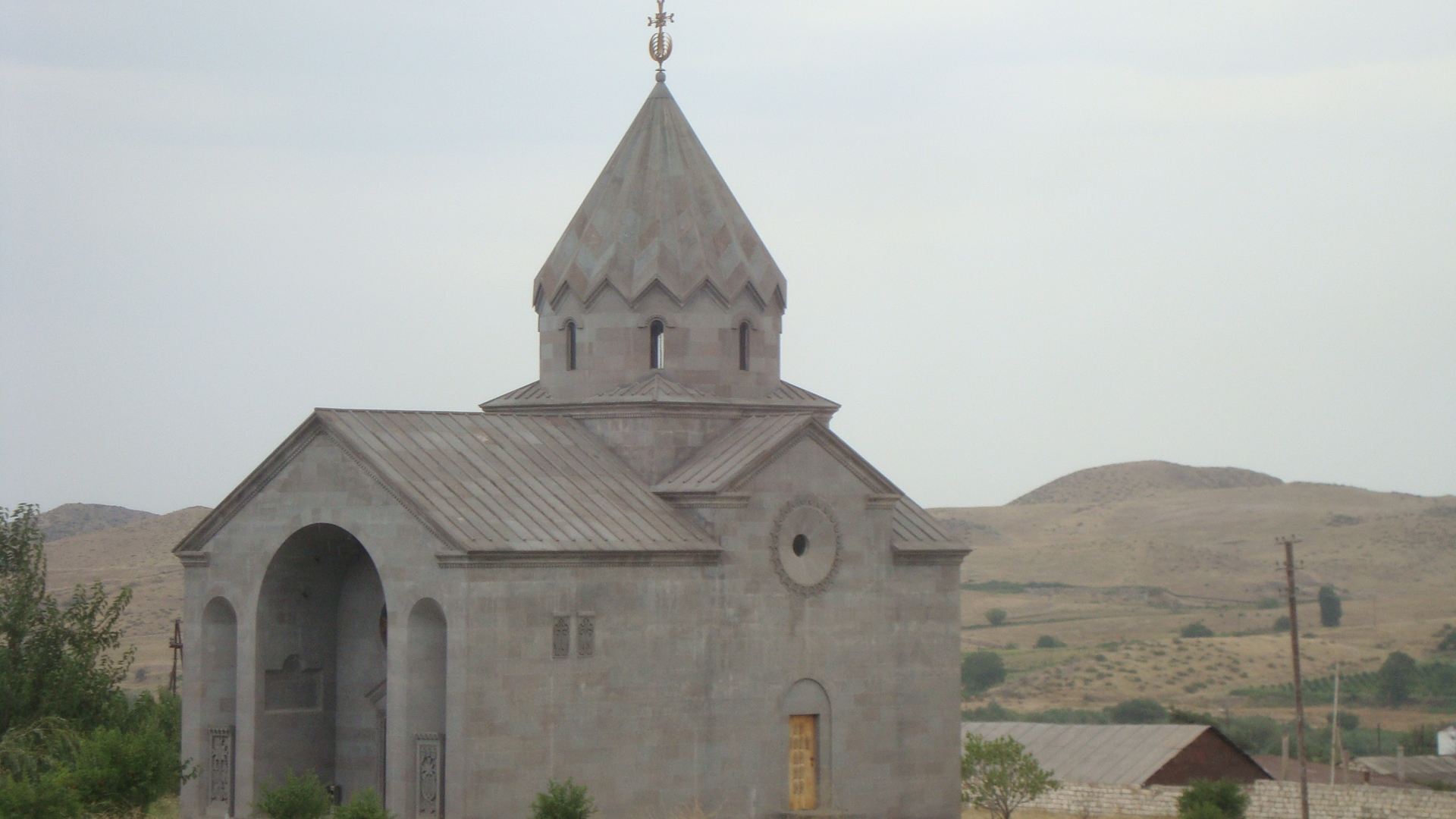
Armeense kerk